# Langeweersterpolder
De Langeweersterpolder is een voormalig waterschap in de Nederlandse provincie Groningen. Het schap werd ook wel Vossentiljerpolder genoemd.
De polder was gelegen aan de westkant van het kanaal de Lindt, aan weerszijden van de Langeweerstertocht. De polder was bijna 5 km lang en gemiddeld zo'n 500 m breed (het smalste deel was 120 m, het breedste 800 m breed). Het waterschap had geen bemaling. De hoofdwatergang (de tocht) mondde uit in de Lindt, bij de brug de Vossentil. Deze brug is vervangen door een duiker.
Waterstaatkundig gezien ligt het gebied sinds 1995 binnen dat van het waterschap Noorderzijlvest.